# Prasium majus
Prasium majus — вид квіткових рослин в родині Lamiaceae вперше описаний для сучасної науки в 1753 році. Рід Prasium вперше описаний в 1982 році містить тільки один відомий вид, Prasium majus.

## Поширення
Батьківщиною виду є Мадейра, Канарські острови, Середземноморський регіон Європи, Північної Африки та Близького Сходу, на схід до Туреччини і Палестини. Поширені в гаригах, макі, долинах, а також зростає на стінах щебеню.

## Опис
Кущ із блискучими, від яйцеподібних до ланцетних, стебловими листками, краї зубчасті. Листя значно зменшується, або взагалі нівелюються в сухий сезон. Двогубі квіти білі, з фіолетовими мітками. Нижня губа розділена на три частки. Чашечка має короткі щетинки на кінцях зубців. Плід складається з 4 глянцево-чорних горішків. Квітне з листопада по травень.